# Autoridad de aviación civil de Pakistán
La autoridad de aviación civil de Pakistán (del Urdu: پاکستان سول ایوی ایشن اتھارٹی) es un órgano gubernamental que vigila y regula todos los aspectos de la aviación civil en Pakistán. Es propietaria y operadora de la mayoría de los aeropuertos civiles del país. Es miembro de la Organización de Aviación Civil Internacional. Su sede central se encuentra en la terminal 1 del Aeropuerto Internacional Jinnah, en Karachi.

## Tráfico aéreo
Para su administración la Autoridad de aviación civil de Pakistán ha dividido el espacio aéreo del país en dos regiones de información de vuelo; una corresponde a Karachi y la otra a Lahore.

## Investigaciones de seguridad
La Autoridad de aviación civil de Pakistán posee su propia división de investigaciones de seguridad, relacionada con cualquier incidente aeronáutico ocurrido sobre el espacio aéreo del país. Este grupo ha participado activamente en múltiples indagaciones sobre accidente aéreos, entre ellos el ocurrido con el vuelo 202 de Airblue el 28 de julio de 2010 cerca de Islamabad y el del vuelo 688 de PIA el 10 de julio de 2006 cerca de Multan.

## Instituto de entrenamiento en aviación civil
El Instituto de entrenamiento en aviación civil, con sede en Hyderabad, trabaja bajo la supervisión de la Autoridad de aviación civil de Pakistán. Fue establecido en 1982 para brindar el entrenamiento necesario para los aviadores del país y sus naciones vecinas. Está acreditada internacionalmente por la Organización de Aviación Civil Internacional (OAIC) y es miembro del programa TRAINAIR de este organismo.
El instituto provee entrenamiento en las siguientes disciplinas:
- Servicios de tráfico aéreo.
- Ingeniería electrónica.
- Operación de comunicaciones.
- Administración y manejo de la aviación.
- Servicios de rescate y combate de incendios.
- Ingeniería electromecánica.